# Elaphoglossum croatii
Elaphoglossum croatii är en träjonväxtart som beskrevs av John T. Mickel. Elaphoglossum croatii ingår i släktet Elaphoglossum och familjen Dryopteridaceae. Inga underarter finns listade.